# Administrateur des Tokelau
L'administrateur des Tokelau est un fonctionnaire du gouvernement de Nouvelle-Zélande, chargé de superviser le gouvernement du territoire des Tokelau. Il est désigné par le ministre néo-zélandais des Affaires étrangères.

## Pouvoirs et fonctions
Certains des pouvoirs de l'administrateur et les fonctions sont énoncées dans le Tokelau Act de 1948, qui a été parfois modifié. Cependant, le poste d'administrateur n'est pas créé par cette loi. Le pouvoir le plus important de l'administrateur est le pouvoir de désavouer toute règle adoptée par le Fono général, ce qui doit cependant être fait dans les 30 jours après que l'administrateur a envoyé une copie de la règle.
L'administrateur est aidé par un personnel permanent de fonctionnaires, qui forment le Bureau de l'administrateur des Tokelau, service détaché du ministère des Affaires étrangères et du Commerce de Nouvelle-Zélande. Le Bureau coordonne les activités du gouvernement du Nouveau-Zélande en ce qui concerne les Tokelau, en particulier l'assistance économique ; il fournit des conseils stratégiques d'experts et d'assistance au gouvernement des Tokelau, et apporte également une assistance administrative, une formation aux services publics, développement des structures juridiques et représente le service public pour les Tokelau en Nouvelle-Zélande, en particulier à la communauté résidente Tokelau. 
L'administrateur agit officiellement comme un représentant, non pas du monarque personnellement, mais du gouvernement de Nouvelle-Zélande. L'administration des Tokelau peut également être annulée par le Parlement de Nouvelle-Zélande ou par les règlements pris par le gouverneur général.

## Nomination
L'administrateur des Tokelau est nommé par le ministre néo-zélandais des Affaires étrangères,.

## Histoire
La région de l'océan Pacifique dans laquelle se trouvent les Tokelau est déclarée protectorat britannique en 1877, et les îles elles-mêmes entrent sous protection britannique en 1889, en étant incorporées dans les îles Gilbert et Ellice. 
En 1925, les Tokelau sont séparées des îles Gilbert et Ellice, devenant une colonie à part entière. Cependant, dans les faits, elles sont administrées par la Nouvelle-Zélande, le gouverneur général de Nouvelle-Zélande nommant directement le gouverneur des îles Tokelau. Le gouverneur général de l'époque, Sir Charles Fergusson, nomme l'année suivante le haut-commissaire aux Samoa occidentales, Maj Gen Sir George Spafford Richardson, en tant qu'administrateur, avec une délégation des pouvoirs vice-royaux. Cette situation perdure jusqu'en 1948, quand la souveraineté sur les Tokelau est officiellement transférée du Royaume-Uni à la Nouvelle-Zélande.
Ces dernières années, les administrateurs ont tendance à être des hauts fonctionnaires, des hommes politiques ou des diplomates de carrière.

## Liste des administrateurs des Tokelau (depuis 1926)
- Maj Gen Sir George Spafford Richardson (1926-1928)
- Col Sir Stephen Shepherd Allen (1928-1931)
- Brig Gen Sir Herbert Ernest Hart (1931-1935)
- Sir Alfred Clarke Turnbull (1935-1946)
- Lt Col Francis William Voelcker (1946-1949)
- Sir Guy Powles (1949-1960)
- John Bird Wright (1960-1965)
- Owston Paul Gabites (1965-1968)
- Richard Basil Taylor (1968-1971)
- Duncan MacIntyre (1971-1972)
- Matiu Rata (1972-1973)
- William Gray Thorp (1973-1975)
- Frank Henry Corner (1975-1984)
- Harold Huyton Francis (1984-1988)
- Neil Walter (1988-1990)
- Graham Keith Ansell (1990-1992)
- Brian William Peter Absolum (1992-1993)
- Lindsay Johnstone Watt (1993-2003)
- Neil Walter (2003-2006)
- David Payton (2006-2009)
- John Allen (intérim, 2009-2011)
- Jonathan Kings (2011-2015)
- Linda Te Puni (intérim, 2015-2016)
- David Nicholson (2016-2017)
- Brook Barrington (intérim, 2017)
- Ross Ardern (2018-2022)
- Don Higgins (depuis 2022)